# Philippia lutea
Philippia lutea är en snäckart som först beskrevs av Jean-Baptiste Lamarck 1822.  Philippia lutea ingår i släktet Philippia och familjen Architectonicidae. Inga underarter finns listade i Catalogue of Life.